# Robert Torti
Robert Torti (Van Nuys, 22 ottobre 1961) è un attore statunitense.
Inizia la sua carriera nel 1980, lavorando essenzialmente in film cinema e serie televisive. Ha recitato in Cambio di gioco e Corsa a Witch Mountain. Tra le serie televisive, ha lavorato soprattutto in camei e ruoli secondari. Tra queste, ha lavorato in Zack e Cody al Grand Hotel nella parte del padre di Zack e Cody.
È sposato con l'attrice DeLee Dilely, dalla quale ha avuto tre figli.

## Filmografia parziale

### Cinema
- Alley Cat, regia di Victor M. Ordonez, Eduardo Palmos e Al Valletta (1984)
- Trappola negli abissi (Submerged), regia di Fred Olen Ray (2000)
- She's the Man, regia di Andy Fickman (2006)
- Cambio di gioco (The Game Plan), regia di Andy Fickman (2007)
- Corsa a Witch Mountain (Race to Witch Mountain), regia di Andy Fickman (2009)

### Televisione
- La casa nella prateria (Little House on the Prairie) - serie TV, episodio 8x06 (1981)
- La signora in giallo (Murder, She Wrote) - serie TV, episodio 8x11 (1992)
- Sabrina - Vita da strega (Sabrina, the Teenage Witch) - serie TV, 1 episodio (2001)
- Zack e Cody al Grand Hotel (The Suite Life of Zack and Cody) - serie TV, 7 episodi (2005-2007)
- Zack e Cody sul ponte di comando (The Suite Life on Deck) - serie TV (2009-2011)

## Doppiatori italiani
Nelle versioni in italiano delle opere in cui ha recitato, Robert Torti è stato doppiato da:
- Teo Bellia in Zack e Cody al Grand Hotel, Zack e Cody sul ponte di comando
- Vittorio Guerrieri ne La signora in giallo
- Vladimiro Conti in American Party - Due gambe da sballo
- Francesco Prando in Cambio di gioco
- Roberto Certomà in Corsa a Witch Mountain
- Sergio Lucchetti in Criminal Minds